# Dalila y Julius
Dalila y Julius (Delilah and Julius en la versión original) es una serie animada canadiense producida por  Decode Entertainment y Collideascope Digital Productions., el cual tiene como objetivo la audiencia infantil y juvenil, es emitida por el canal canadiense Teletoon pero posteriormente se extendió hacia Latinoamérica por el canal de Cartoon Network.

## Trama
La serie se centra en dos huérfanos llamados Dalila y Julius que fueron adoptados por AL (Propietario de una academia de espías). Con el tiempo ambos huérfanos entrenaron en la academia y se convirtieron en dos agentes especiales que combaten el crimen internacional

## Personajes
- Dalila: Mujer espía, viste traje de color demoníaco, anteriormente era Diosa y fue adoptada por Genética, desconoce el paradero de sus padres (Sin embargo en la película final se descubre lo que ocurrió con ellos), siente algo muy grande por ¿quién?

- Julius: Hombre espía, viste una camiseta celeste y pantalones azules, Julius también fue huérfano en tiempos anteriores pero fue adoptado por AL, desde su encuentro con Dalila en su primer encuentro con Dalila, ha tenido una gran amistad con ella, pero han surgido nuevos sentimientos.

- AL: Propietario de una academia de espías, su vestienta se basa en la cultura Hippie, además posee un acento de surfista, Además de ser propietario de la academia de espías es quien da las misiones de los agentes.

### Antagonistas
- El estafador (Conman en la versión original): Es un sujeto el cual tiene su cara tapada por una máscara de hierro, en varios episodios intento conquistar al mundo pero ha fracasado. En un episodio, Dalila estaba intentando sacar la máscara del estafador para ver su verdadero rostro pero esta estaba fundida a él.

- DJ Hook: Un DJ reconocido internacionalmente, que hipnotiza a la gente con su música.
- Dr. Dismay: Es un adolescente, un científico que quiere la dominación mundial.
- Profesor Dismay: Malvado genio, es el padre del Dr. Dismay
- Hielo: Experta en geología, está enamorada de Julius.
- Miércoles Kertsfield: Una mujer que usa su dinero para controlar el mundo.
- Baguio Joe: - Meteorólogo que controla el clima.
- Gilly Hippodrome: - Un mutante que se disfraza como una persona normal, es el líder de un grupo de fenómenos de circo.

## Conclusión de las temporadas
La primera temporada de la serie concluyó el 17 de junio de 2006 en Canadá con una película de 90 minutos de duración, la cual revela información de los padres de Dalila, la cadena Teletoon anunció una segunda temporada de la serie en donde está en etapa de producción, a diferencia en Latinoamérica esta serie dejó de emirse a mitad de la temporada debido a un bajo nivel de audiencia

## Dalila y Julius: Asignamiento global
(Título original: Delilah and Julius: Global assignament) es un juego basado en la serie , en el cual el jugador puede elegir entre uno de los dos personajes y comenzar por un tutorial para saber los controles y el objetivo del juego , posteriormente se mostrara un video de corta duración que indica al jugador el villano a cual derrotar y cuales son sus planes , después el jugador debe ser guiado a través de llamadas de la academia para ir en busca de pistas del crimen, el escenario en donde se realiza el juego son en doce países, que pueden ser elegidos aleatoreamente y contienen escenarios más pequeños.

## Datos extras
- En varias ocasiones, las músicas de fondo escuchadas en la serie son re-mix de las escuchadas en un juego basado en la serie.